# Digitaliserings- og Ligestillingsministeriet
Digitaliserings- og Ligestillingsministeriet er et dansk ministerium, der blev oprettet 15. december 2022 i forbindelse med dannelsen af SVM-regeringen. Ministeriet har ansvaret for en række områder inden for digitalisering, it samt ligestilling. Marie Bjerre (V) har, bortset fra to uger i 2023, været digtaliserings- og ligestillingsminister siden ministeriets etablering.
Ministeriet blev oprettet ved at overføre en række sagsområder fra i alt fire tidligere ministerier. Fra Finansministeriet overførtes sager vedrørende digitaliseringsmæssige forhold og it, herunder it-modernisering og Digitaliseringsstyrelsen, bortset fra Statens It-råd, fra Transportministeriet overførtes ligestillingsafdelingen, fra Erhvervsministeriet sager vedrørende digitalisering i erhvervslivet og opgaver relateret til virksomhedernes digitale løft, digitale vækst, digitale sikkerhed og databeskyttelse samt digital omstilling i erhvervslivet, herunder SMV:Digital, sager vedrørende EU relateret til data og digitalisering i erhvervslivet samt fra Indenrigs- og Boligministeriet Danmarks Statistik.
I forbindelse med en regeringsrokade 23. november 2023 blev Mia Wagner indsat som digitaliserings- og ligestillingsminister. Hun trak sig imidlertid allerede to uger senere. 7. december 2023 blev Marie Bjerre genudpeget som minister.
Sophus Garfiel har siden etableringen af ministeriet været departementschef.
Ministeriet beskæftiger cirka 80 medarbejdere og er beliggende i Stormgade tæt på Slotsholmen.